# أق درق
أق درق هي قرية في مقاطعة مشكين شهر، إيران. عدد سكان هذه القرية هو 164 في سنة 2006.